# 瑞穂郵便局
瑞穂郵便局（みずほゆうびんきょく）
- 愛知県名古屋市瑞穂区にある郵便局。本記事にて記述する。
- 長崎県雲仙市にある郵便局。局番号は76204。
- 東京都西多摩郡瑞穂町にある郵便局。局番号は01066。
- 長野県飯山市にある郵便局。局番号は11341。
- 石川県鳳珠郡能登町にある郵便局。局番号は31137。

瑞穂簡易郵便局（みずほかんいゆうびんきょく）
- 北海道北見市にある簡易郵便局。局番号は99805。

瑞穂郵便局（みずほゆうびんきょく）は、愛知県名古屋市瑞穂区豊岡通にある郵便局。民営化前の分類では集配普通郵便局であった。

## 概要
住所：〒467-8799 愛知県名古屋市瑞穂区豊岡通2丁目37番地

## 沿革
- 1965年（昭和40年）11月15日 - 瑞穂郵便局として、名古屋市瑞穂区豊岡通にて開局[1]。瑞穂区内の集配業務を昭和郵便局から移管。
- 1977年（昭和52年）10月1日 - 風景入通信日付印の使用を開始。
- 1999年（平成11年） - 外国通貨の両替および旅行小切手の売買に関する業務取扱を開始。
- 2007年（平成19年）10月1日 - 民営化に伴い、併設された郵便事業瑞穂支店に一部業務を移管。
- 2012年（平成24年）9月22日 - ゆうゆう窓口の24時間営業を終了。平日8時から21時まで、休日8時から19時まで。
- 2012年（平成24年）10月1日 - 日本郵便株式会社発足に伴い、郵便事業瑞穂支店を瑞穂郵便局に統合。
- 2016年（平成28年）12月7日 - 駐車場をコインパーキング化。窓口利用者は30分まで、ATM利用者は15分まで原則無料に。

## 取扱内容
- 郵便、印紙、ゆうパック、内容証明
- 貯金、為替、振替、振込、国際送金、外貨両替・トラベラーズチェック、国債、投資信託
- 生命保険、バイク自賠責保険、自動車保険、変額年金保険
- 地方公共団体事務（名古屋市バス・電車利用券等の交付）
- ゆうちょ銀行ATM
- 「467-00xx」「467-08xx」区域（名古屋市瑞穂区の全域）の集配業務
- ゆうゆう窓口

※ 上記説明の通り全国に「瑞穂郵便局」が多く存在するため、消印の名は「愛知・瑞穂」となっている。

## 周辺
- 名古屋市瑞穂区役所
- 名古屋市瑞穂運動場
- 名古屋市立瑞穂小学校
- 名古屋女子大学汐路学舎
- 名古屋女子大学中学校・高等学校

## アクセス
- 名古屋市営地下鉄桜通線 瑞穂運動場西駅（4番、5番出口）から徒歩で約3分。
- 名古屋市営バス「瑞穂運動場西」停留所下車。
- 名古屋高速3号大高線 堀田出入口から東へ約1.5km。
- 駐車場あり：11台